# Vaivaisukko
Ein vaivaisukko (finnisch) oder fattiggubbe (schwedisch) ist eine besondere Form des Opferstocks, die vor vielen historischen Kirchen in der finnischen Landschaft Pohjanmaa (schwedisch: Österbotten) aufgestellt ist.
Es handelt sich dabei um aus Holz geschnitzte, fast lebensgroße Halb- oder Vollplastiken eines fein angezogenen älteren Herrn (finnisch ukko), der um Almosen für die Armen bittet; oft streckt er den Betrachter eine hohle Hand aus. An der Stelle des Brustbeins befindet sich typischerweise der Geldeinwurfschlitz. Zumeist ist der vaivaisukko vor der Kirche aufgestellt, oft an der Kirchenwand befestigt, gelegentlich auch freistehend. Vielerorts wurden die historischen vaivaisukot in jüngerer Zeit aus konservatorischen Erwägungen in den Kircheninnenraum versetzt. Man unterscheidet zwei Haupttypen, zum einen vaivaisukot in der Tracht eines Spielmanns, zum anderen  solche, die einen Kriegsversehrten darstellen. Die einzige vaivaisakka, also die einzige Frauenfigur, findet sich in der Kirche von Soini.
Als älteste vaivaisukot gelten die in Hauho und Raahe, die wohl gegen Ende des 17. Jahrhunderts entstanden, die meisten der insgesamt 108 erhaltenen Exemplare stammen aus dem 18. Jahrhundert.

## Beispiele

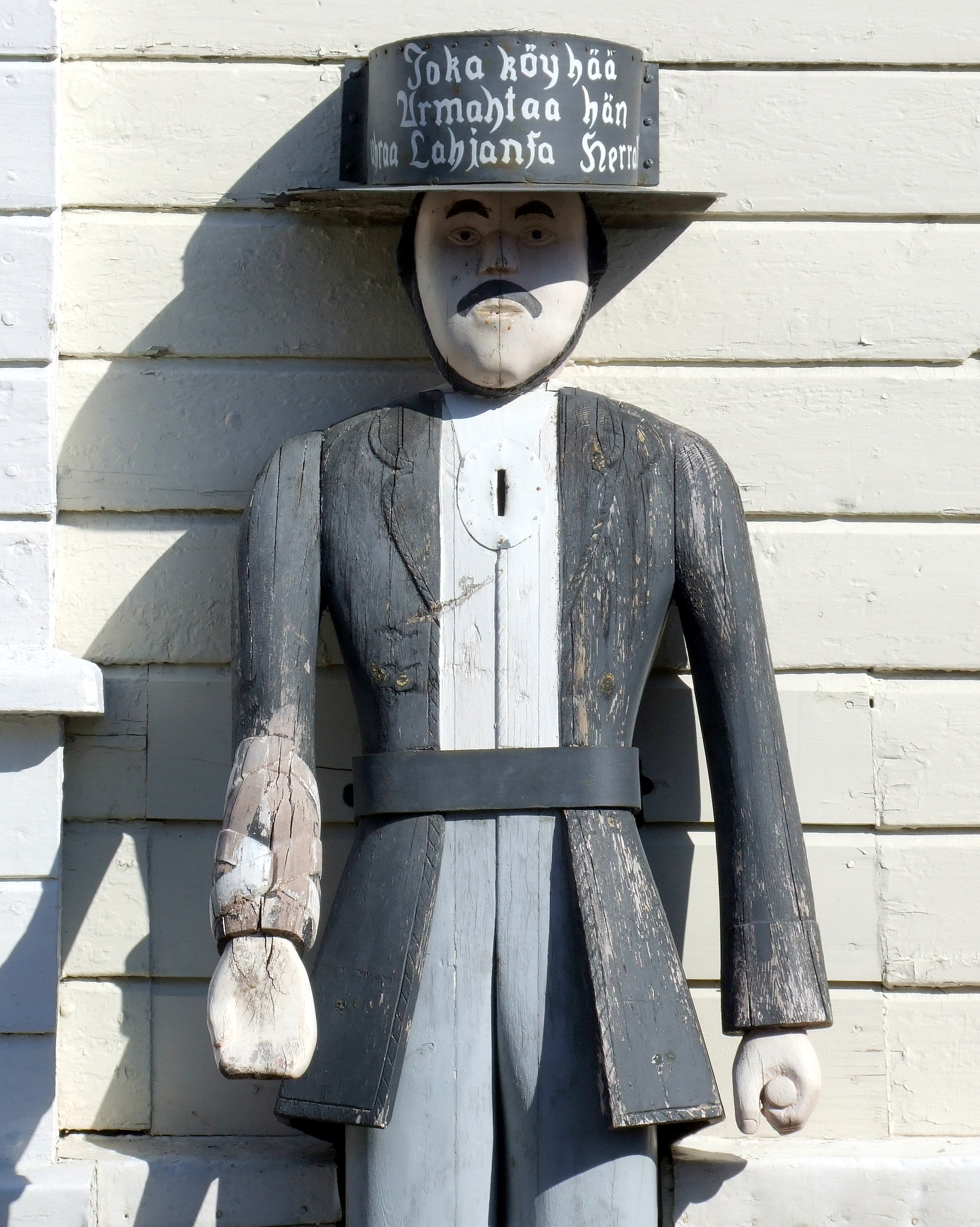
Haukipudas
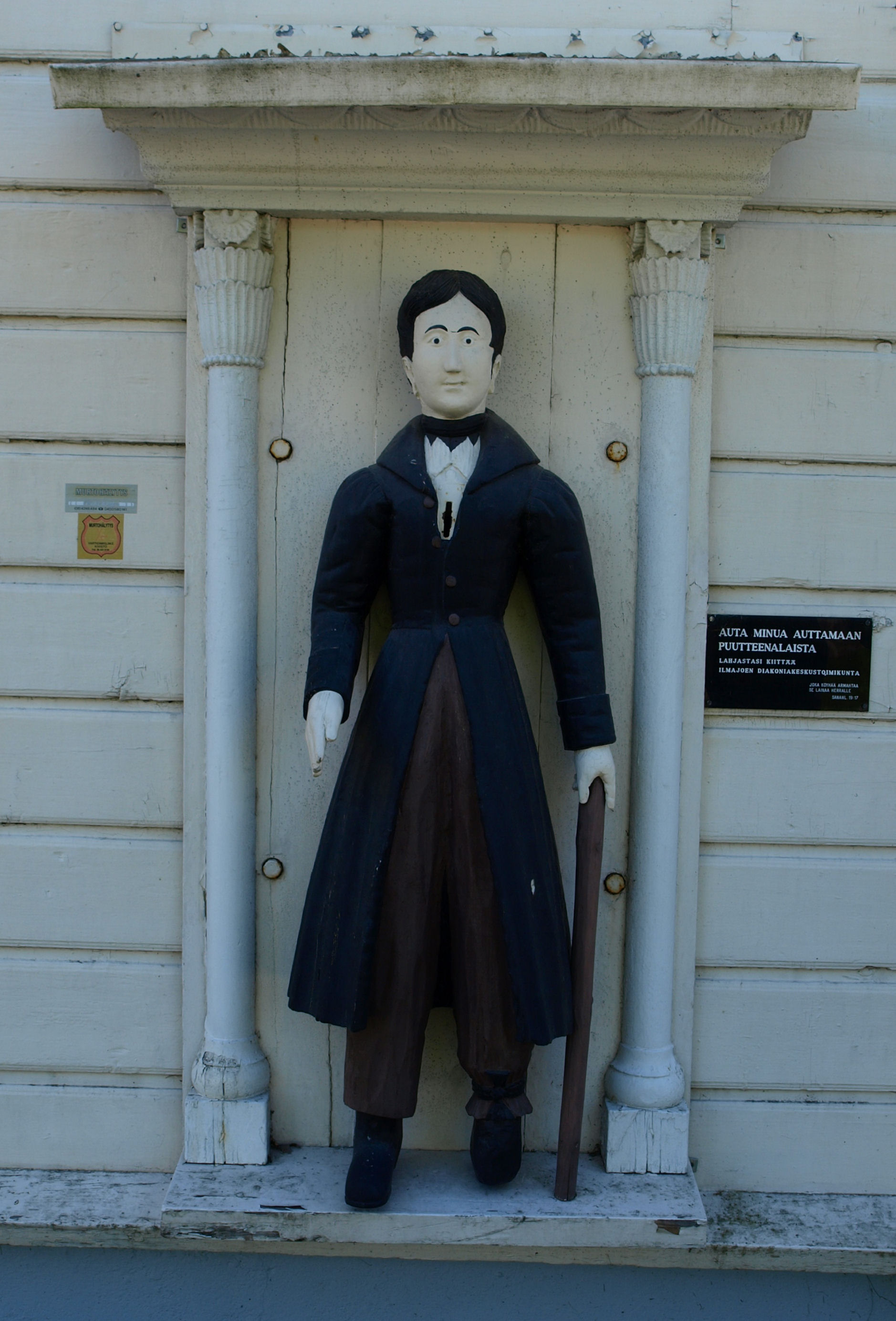
Ilmajoki
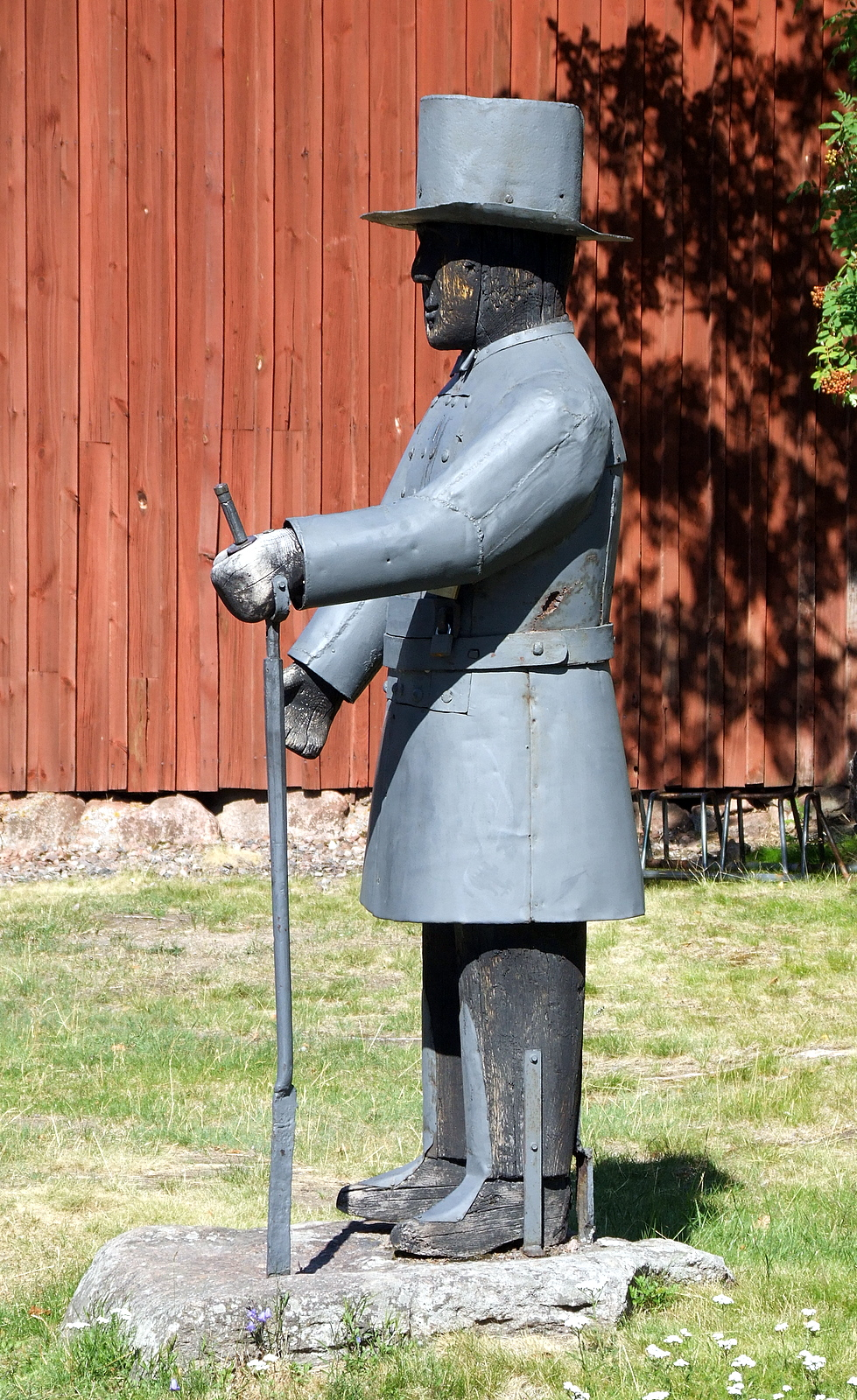
Temmes
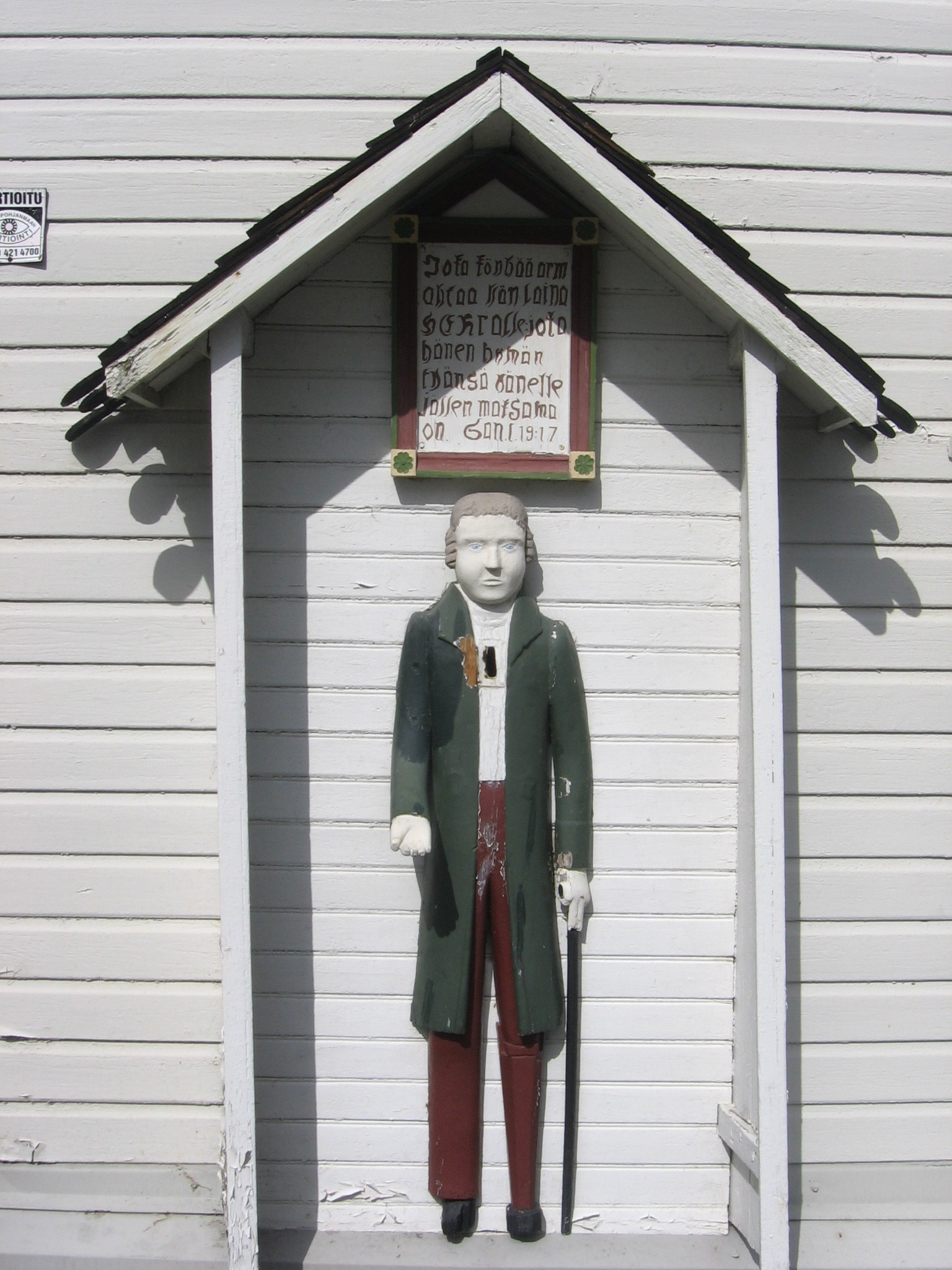
Nurmo
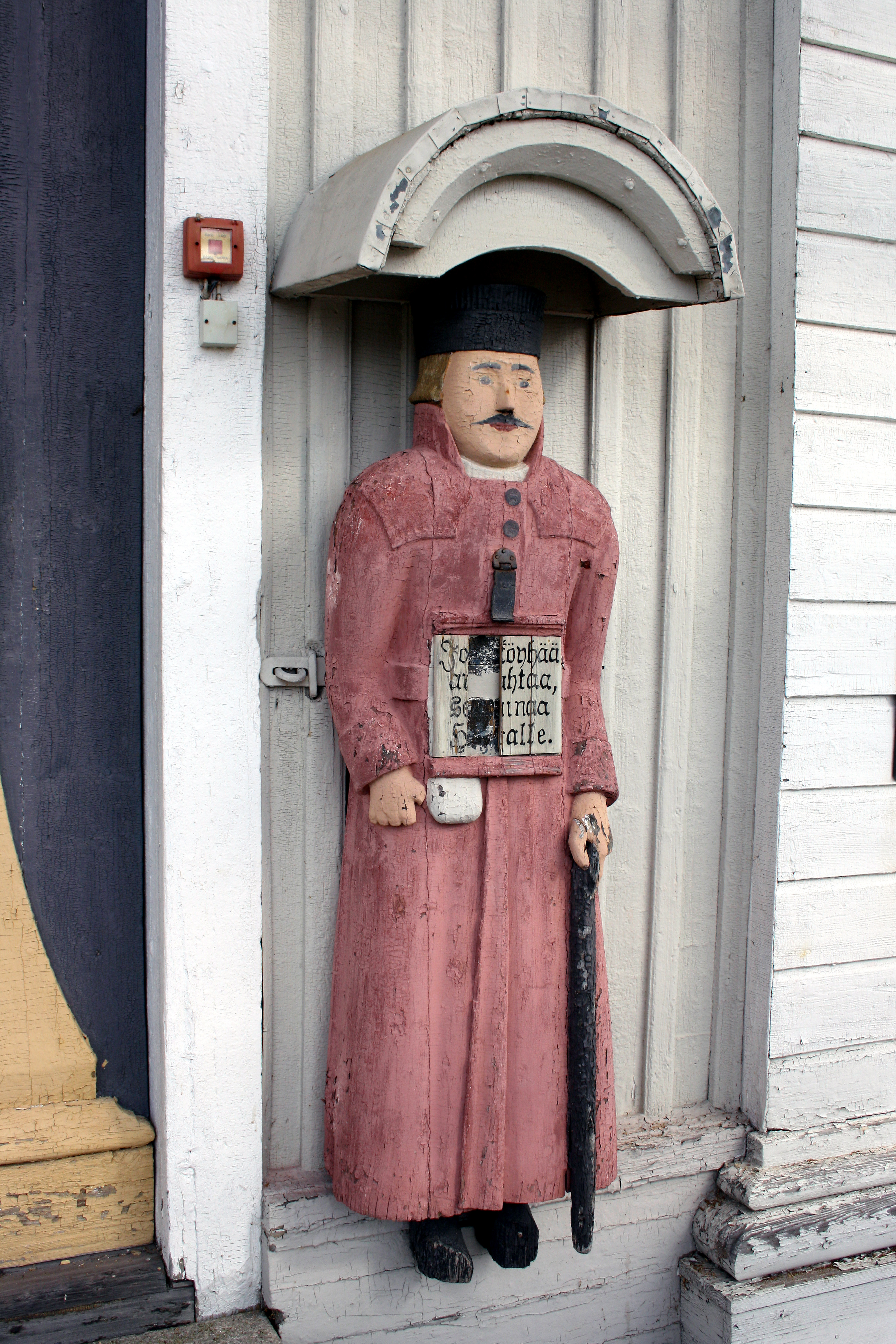
Kälviä